# François Raymond Duval
Pour les articles homonymes, voir Duval et général Duval.
François Raymond dit Duval est un militaire français né le 29 juillet 1756 à Montrol-Sénard Haute-Vienne, et décédé le 1er janvier 1832 à Saint-Jean-d'Angély (Charente-Maritime).

## Biographie
Il commence sa carrière sous l'Ancien Régime et la termine avec la fin du Premier Empire.
En 1794, général de brigade et commandant la place de Niort et appelé par son jeune aide de camp comme témoin dans le cadre d'un partage familial bien "orchestré", il se trouvera épouser à Chavagné le 7 germinal an II (1794) Émilie Louise Elisabeth Monnet-Lorbeau, 17 ans, une de ses sept enfants du riche propriétaire Claude Jean Baptiste, seigneur de Bougouin, la Tour Chabot (à Niort) et La Renaudière (à Thorigné) et "fermier général du comte d'Artois" - qui, frère de Louis XVI, en avait été apanagé du Poitou vers 1776 - puis devint maire de Chavagné et administrateur du département ; l'autre fille mineure épousant quant à elle le capitaine de grenadiers François Brumault Champlorier de Montgazon.
Sa femme de 20 ans sa cadette lui apportait le domaine de La Renaudière à Thorigné et ses deux métairies, où le couple s'installa; Duval s'y employa à "relever les murailles" du vieux logis et à embellir la propriété.
Ils eurent douze enfants dont sept vécurent, la dernière, Aimée Anne Napoléone (1814-1888) devenant la filleule de Napoléon Ier, débarqué  le 3 mai 1814 à l'île d'Elbe, reçut de lui une rente annuelle de 333 francs 33 centimes; en effet depuis octobre 1811 son père était commandant de la place de Porto-Ferrajo, dont il aurait remis les clés le 5 mai à l'ex-empereur.
Plus tard celui-ci offrit à son compagnon d'armes rappelé en France du fait de l'épuration de l'ancienne armée armée impériale, sa lunette d'approche et une pierre d'aimant naturel qui fut ensuite montée en bijou; quant à Mme Duval, elle reçut lors du baptême deux vases de valeur; elle mourut à La Renaudière le 28 août 1819 et fut inhumée à Fressines.
La Renaudière.
En 1550 ce fief appartenait à Marguerite de Parthenay qui l'apporta par mariage à Tristan Goulard, seigneur d'Arsais et la Giffardière, puis vers 1600 il passa aux Manceau, nobles protestants qui exercèrent des charges municipales à Niort; l'un est cité comme écuyer en 1698; le domaine a alors un revenu de 100 livres.
Vers 1760 Jacques Elie Manceau (+ 1765), chevalier et seigneur de Boissoudan, Pamplie et La Renaudière, le vendit en viager moyennant une rente annuelle de 1 200 livres à Claude Jean Baptiste Monnet-Lorbeau, qui le donna à une de ses filles en 1794 ; la propriété fut cédée en 1827 par Duval âgé, diminué physiquement et en difficultés financières, à Gaspard Bardonnet et fut revendue vers 1850 (propriété privée).
Une fuie ruinée dans un pré au Sud du logis atteste de l'ancienne seigneurie; à proximité immédiate fut édifiée probablement vers la fin du XIXe siècle, peut-être sur les fondations du vieux manoir dont sont encore visibles des vestiges, une  maison de maître couverte d'ardoise (propriété privée).

## Officier dans la Guerre d'Indépendance des États-Unis d'Amérique
Officier sous l'Ancien Régime, il prend part à la Guerre d'indépendance américaine en 1777, au cours de laquelle il est fait prisonnier en 1778 et libéré en 1779.

## Promotion dans les armées de la Révolution française (*)
Au début de la Révolution de 1789, il organise la société populaire de Montreuil-sur-mer, son lieu de résidence, puis s'enrôle dans un bataillon de volontaires.
En 1791 il est capitaine dans l'armée révolutionnaire avant d'être fait adjudant-général le 6 mai 1793, puis général de brigade le 30 juillet 1793.
Nommé lieutenant-colonel, il est fait maréchal de camp par Dumouriez à l'Armée du Nord, il atteint ensuite le grade de général de division.
Employé dans la guerre de la Belgique il commande la place de Lille lors de la trahison du général Dumouriez, et arrête son envoyé Miaczinski.
(*) une très possible confusion de nom rédigée sur les archives originales et reprises, sans corroboration actuelle, sur la période Révolution et qui concernerait plutôt Blaise Duval de Hautmarest.
En Vendée, il est nommé à la tête d'une des colonnes infernales, la 1re division, comptant 500 hommes divisée en deux colonnes finalement commandées par Daillac et Prevignaud.
Accusé d'incivisme, il fut démis de ses fonctions le 13 mai 1794, cité à la barre de la convention  et placé au "camp de suspects" de Villefagnan (16) où il resta un an.
Malade, il avait laissé le commandement à l'adjudant-général Prévignaud qui commandait l'une des deux divisions de la colonne, avant d'être mis à la retraite en 1798.
Il vécut alors modestement à La Renaudière, devint maire de la commune, membre du conseil de recrutement et administrateur du canton de Mougon, puis fut nommé par le Premier Consul président du canton de Celles (5 février 1804) avant d'assister a même année au sacre de Napoléon Ier, mais ne fut autorisé à reprendre du service qu'en 1809.
Affecté à Anvers, puis chargé du commandement par intérim de la 25e division militaire sous les ordres du prince Camille Borghèse, beau-frère de l'empereur, à Turin.
Reçu le  27 mars 1815 au palais des Tuileries et chargé d'organiser les gardes nationales dans la Meurthe et les départements voisins, il réussit en 25 jours à réunir une troupe de 72 000 hommes; sur proposition du général Bertrand, il fut fait général de division et fait baron, titres qui ne furent pas validés par le gouvernement de la Restauration. Après l'ultime défaite, il déclina l'offre de Napoléon de l'accompagner dans son nouvel exil de Sainte-Hélène.
La même année il rencontra secrètement plusieurs fois le prince Jérôme Bonaparte, venu à Niort sou un nom d'emprunt, notamment chez le baron Aymé dans son domaine de La Chevrelière à Gournay-Loizé (terre érigée en majorat par Napoléon); cela le rendit suspect aux yeux du préfet, qui le fit surveiller par le maire de Thorigné.

## Titres honorifiques
Par ordonnance du 20 août 1814 Duval est nommé chevalier de Saint-Louis, distinction honorifique obtenue par suite de ses services dans la guerre d'Amérique, et auparavant, dans la guerre dite de Sept Ans.
Une ordonnance du 12 octobre de la même année lui conféra la croix d'officier de la Légion-d'Honneur.
Pendant les Cent-Jours (1815) Napoléon nomme Duval commandant des gardes nationales actives dans la 4e division militaire ; de 1811 à 1814, il commanda l'île d'Elbe.
Son nom a été donné à une allée de la commune de Thorigné.